# 生日

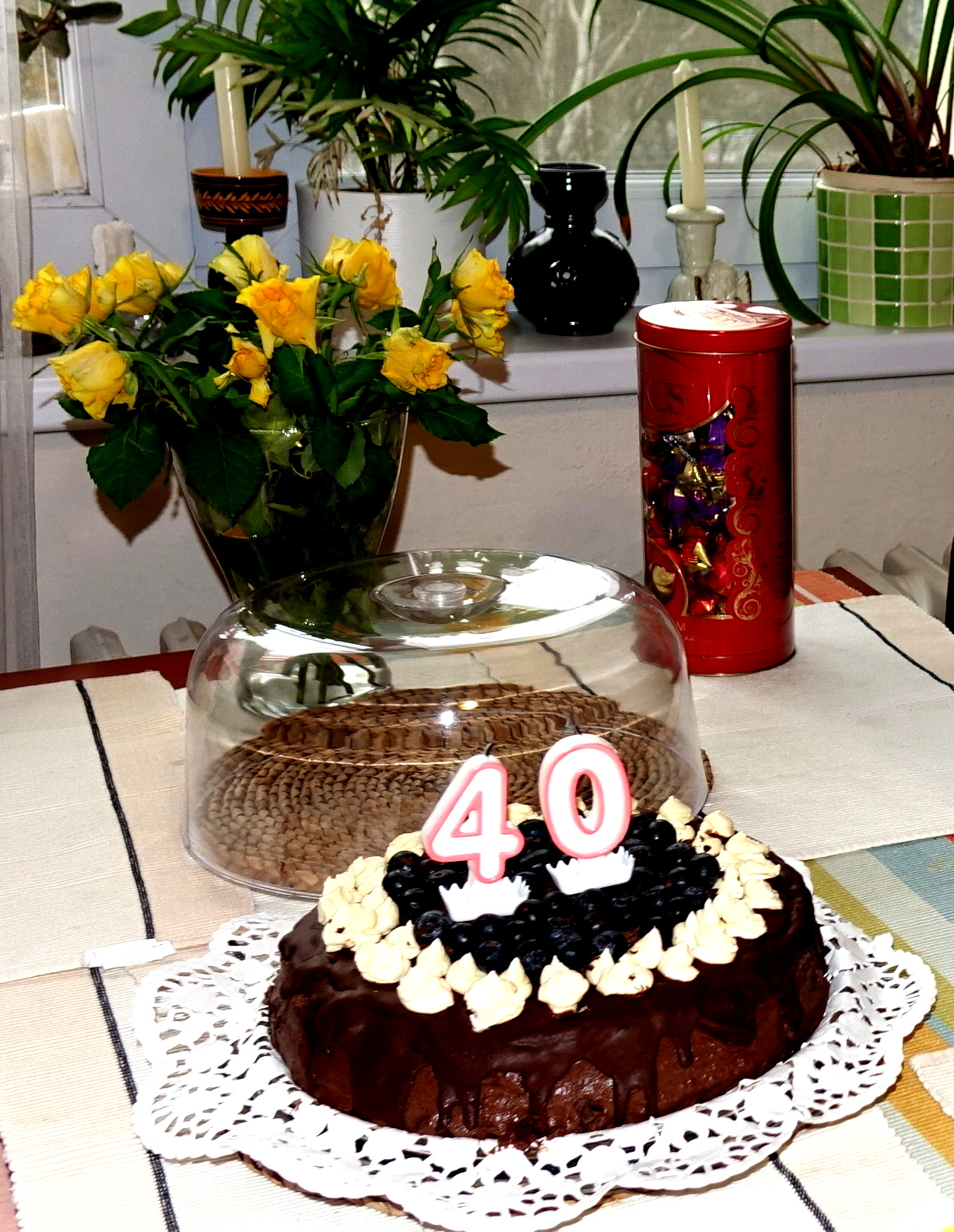
生日蛋糕

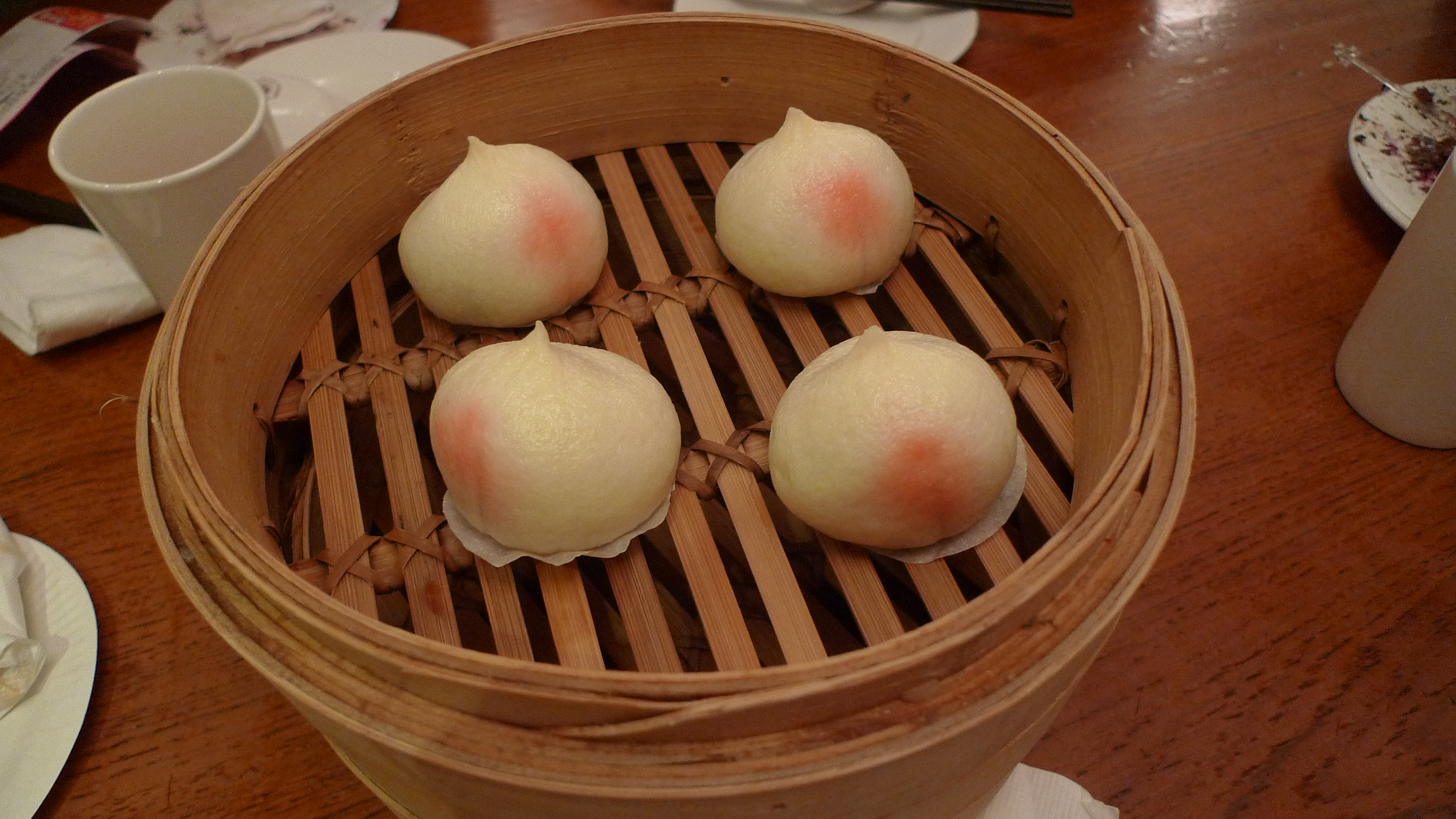
壽桃包

生日指出生日或出生周年紀念的日子。

## 各地文化

### 東亞文化圈
東亞傳統中生日一般是按虚岁计算。某些歲數的生日特別重要，傳統上會舉行特定的儀式。嬰兒出生後第一個生日是周歲，父母會為滿周歲的子女舉行周歲禮，祝福子女健康成長。到六十歲生日有還甲儀式等。
傳統上每個生日皆有不同的稱呼。整生日指的是每逢个位数是9（女性）或者0（男性）的生日，例如59岁、60岁、49岁、50岁等。散生日是指整生日以外的生日。每逢生日个位9的生日稱為「大慶」，例如39、49、59、69、79等。每逢生日个位0的生日稱為「正慶」，例如40、50、60、70、80等。
一般来说，東亞人尤其關注家中年事已高的長者，六十歲起的生日又稱壽辰、大壽，他們的生日亦同樣受重視；每一年的出生週年日都是一次家庭聚会稱為過壽、賀壽、祝壽，可以看作是一个家庭的节日。除六十歲生日還甲外，七十七歲的喜壽、八十八歲的米壽、九十九歲的白壽也特別受重視。
中國古典的民間俚俗用法，稱呼小孩子或尚未結婚年輕人的生日為長尾巴。 北方和南方都有這樣的說法，通常是指長輩對晚輩說過生日。父母會說每一年長一次尾巴。原因可能有兩個：一是從前醫藥不發達，嬰幼兒夭折率高，民間傳說把小孩名字取得越難聽，越能長命百歲。二是為長輩做生日是很正式的事情，小孩子過生日就不必如此講究排場。 所以家中長輩叫做壽，至於小狗子們就叫做「長尾巴」了。 

#### 東亞傳統年齡稱謂
| 年齡                          | 名稱      | 適用性別 | 由來 |
| ----------------------------- | --------- | -------- | --- |
| 11歲                          | 干壽      | 共通     | 「干」字分解得「一、十」，故為{\displaystyle {{1}+{10}}=11}歲。 |
| 11歲                          | 士壽      | 男性     | 「士」字分解得「十、一」，故為{\displaystyle {{10}+{1}}=11}歲。 |
| 11歲                          | 土壽      | 男性     | 「土」字分解得「十、一」，故為{\displaystyle {{10}+{1}}=11}歲。 |
| 12歲                          | 王壽      | 共通     | 「王」字分解得「一、十、一」，故為{\displaystyle {{{1}+{10}}+{1}}=12}歲。 |
| 13歲                          | 豆蔻      | 女性     | 「娉娉嫋嫋十三餘，荳蔻梢頭二月初。」（杜牧贈別詩） |
| 13歲                          | 舞勺      | 女性     | 「十有三年，學樂、誦詩、舞勺。」（《禮記》） |
| 15歲                          | 志學      | 男性     | 「吾十有五而志於學」（《論語》） |
| 15歲                          | 笄年      | 女性     | |
| 16歲                          | 破瓜      | 女性     | 古人將「瓜」拆開為兩個「八」二者相加得出{\displaystyle {{8}+{8}}=16} |
| 16歲                          | 二八      | 女性     | {\displaystyle {{2}\times {8}}=16} |
| 20歲                          | 弱冠      | 男性     | 「二十曰弱冠」（《禮記》） |
| 30歲                          | 而立 立年 | 男性     | 「三十而立」（《論語》） |
| 30歲                          | 壯室 年壮 | 男性     | 「三十曰壯，有室」（《禮記》） |
| 35歲                          | 花年      | 共通     | 「花」異體為「芲」，拆成「艹八七」，為{\displaystyle {{{{10}+{10}}+{8}}+{7}}=35}                                                                                               |
| 40歲                          | 初老      | 共通     | |
| 40歲                          | 不惑      | 男性     | 「四十而不惑」（《論語》） |
| 40歲                          | 強仕      | 男性     | 「四十曰強，而仕」（《禮記》） |
| 48歲                          | 桑年      | 共通     | 古文字作「桒」，為四個「十」及一個「八」，合成四十八 |
| 50歲                          | 杖家      | 共通     | 「五十杖於家。」（《禮記》） |
| 50歲                          | 中老      |          | |
| 50歲                          | 天命 知命 | 男性     | 「五十而知天命」（《論語》） |
| 50歲                          | 大衍      |          | 「大衍之數五十，其用四十有九。」（《易經．繫辭》） |
| 50歲                          | 艾服      |          | |
| 50歲                          | 艾年      | 共通     | 「五十曰艾」（《禮記》） |
| 60歲                          | 耳順      | 男性     | 「六十而耳順」（《論語》） |
| 60歲                          | 杖者      |          | 持杖者 |
| 60歲                          | 杖郷      | 共通     | 《禮記》 |
| 61歲                          | 還曆      | 共通     | 干支為六十年循環一次 |
| 61歲                          | 華壽 華甲 | 共通     | 「華」字可以分解為6個「十」和「一」，故為{\displaystyle {{{6}\times {10}}+{1}}=61}                                                                                           |
| 64歲                          | 破瓜      | 男性     | 古人將「瓜」拆開為兩個「八」，二者相乘得出{\displaystyle {{8}\times {8}}=64}                                                                                                 |
| 68歲                          | 葉壽      | 男性     | 葉(艹枽)字拆成「艹卋木」，有六個「十」和一個「八」，合成六十八 |
| 70歲                          | 古稀      | 共通     | 「人生七十古来稀」（杜甫「曲江」） |
| 70歲                          | 從心      | 男性     | 「七十而從心所欲，不踰矩」（《論語》） |
| 70歲                          | 致仕      |          | |
| 70歲                          | 杖國      | 男性     | 禮記 |
| 70歲                          | 懸車      |          | |
| 70歲                          | 踰矩      | 男性     | |
| 77歲                          | 喜壽      | 共通     | 「喜」的草書可分解成「七十七」 |
| 80歲                          | 八十路    | 共通     | |
| 80歲                          | 傘壽      | 共通     | 「傘」的簡寫（仐）可分解成「八十」 |
| 80歲                          | 下壽      | 共通     | 中國古代傳説 |
| 80歲                          | 杖朝      | 男性     | 禮記 |
| 81歲                          | 半壽      | 共通     | 「半」字可分解成「八十一」 |
| 81歲                          | 漆壽      | 共通     | 異體作「柒」(氵/七木)，拆為「三」與「七十八」，故為{\displaystyle {{3}+{78}}=81}歲。                                                                                         |
| 81歲                          | 盤壽      | 共通     | 日本將棋棋盤為「九乘九」格，合為{\displaystyle {{9}\times {9}}=81} |
| 88歲                          | 米壽      | 共通     | 「米」字可分解成「八十八」 |
| 90歲                          | 卒寿      | 共通     | 「卒」的簡字（卆）可分解為「九十」 |
| 95歲                          | 珍壽      | 共通     | 「珍」字之左可解為「十二」，右則為「八三」，故為{\displaystyle {{12}+{83}}=95}歲。                                                                                           |
| 98歲                          | 雜壽      | 共通     | 「雜」的簡字（杂）可分解為「九十八」 |
| 99歲                          | 白壽      | 共通     | 「百」中去「一」，故為{\displaystyle {{100}-{1}}=99}歲。 |
| 100歲                         | 百壽 紀壽 | 共通     | 1世紀 = 100年 |
| 100歲                         | 中壽      | 共通     | 中國古代傳說 |
| 100歲                         | 期頤      | 共通     | 《禮記·曲禮上》 |
| 100歲以上毎年                 | 上壽      | 共通     | |
| 102歲                         | 泊寿      | 共通     | 「泊」字拆為「三、白」，和為{\displaystyle {{3}+{99}}=102}歲。 |
| 108歲                         | 茶壽      | 共通     | 「茶」字分解得「十、十、八十八」，得{\displaystyle {{{10}+{10}}+{88}}=108}歲。； 另有「艸」字頭解為「廿」之說法，故為「廿、八十八」，亦為{\displaystyle {{20}+{88}}=108}歲。 |
| 108歲                         | 不椊      | 共通     | |
| 111歲                         | 皇壽      | 共通     | 「皇」字分解得「白、一、十、一」，故為{\displaystyle {{{{99}+{1}}+{10}}+{1}}=111}歲。                                                                                        |
| 111歲                         | 川壽      | 共通     | 「川」可以看成111 |
| 111歲以上 112歲以上 120歲以上 | 珍寿      | 共通     | 由於能活到這麼長壽是相當珍稀的事（此為義解，與95歲之字形解不同） |
| 117歲                         | 柏寿      | 共通     | 「柏」字拆為「十、八、白」，和為{\displaystyle {{{10}+{8}}+{99}}=117}歲。 |
| 118歲                         | 栢寿      | 共通     | 「栢」字拆為「十、八、百」，和為{\displaystyle {{{10}+{8}}+{100}}=118}歲。                                                                                                   |
| 119歲                         | 頑寿      | 共通     | 「頑」字拆為「二、八、百、一、八」，和為{\displaystyle {{{{{2}+{8}}+{100}}+{1}}+{8}}=119}歲。                                                                                |
| 120歲                         | 昔寿      | 共通     | 「昔」字分解得「廿、百」，故為{\displaystyle {{20}+{100}}=120}歲。 |
| 120歲                         | 大還曆    | 共通     | 第二次還曆之年 |
| 120歲                         | 上壽      | 共通     | 中國古代傳說 |

君主的生日更是重要，會有特別的名稱，也是全國的節日。如唐代皇帝與二戰前的日本天皇生日稱為天長節。中國明代、清代每逢遇到皇帝生日、登基等庆典时，还有加科考試，叫做恩科。若正科与恩科合并举行，则称“恩正并科”。光緒三十年甲辰（1904年）是慈禧太后七十大壽，當時稱“萬壽節”，普天同慶，科舉加試“恩科”，最後由劉春霖中狀元。次年（1905年）科舉被廢，劉春霖成為中國最後一位狀元。
現代東亞文化圈所覆盖地域，生日又分為公曆生日和農曆生日。

### 西方文化
在希腊文化裡，希腊人相信人人都有一个精灵保护。精灵在人出生时已在旁侍候，并且看顾他的一生。这个精灵跟某个神有神秘的关系， 而精灵所看顾的人正是在这个神的生辰出生的。罗马人也有同样的看法。这个观念一直流传下来， 至今还可见于有关守护神、仙母和主保圣人的信仰裡。
在蛋糕上点燃蜡烛的习俗源于希腊人。希腊人在圆月般的蜜饼上点燃小蜡烛，然后放在阿耳特弥斯神的庙坛上，以供奉这个月神。根据民间的传统信仰，在生日点燃的蜡烛具有神奇的力量，能够使愿望实现。自人类开始设坛祭神以来，点着小蜡烛或燃起祭火已有神秘的特殊意义。点燃生日蜡烛是向过生日的小孩表示敬意，能为小孩带来好运。道贺和祝福都是不可或缺的环节。这个习俗来源于魔法。生日贺词能够给人带来好运或厄运。因为在生日这一天人跟恶魔比较近。
今天与庆祝生日有关的各种习俗源远流长，都起源于魔法和宗教。在古代，祝贺、送礼、庆祝、点燃蜡烛等习俗， 旨在保护当天满周岁的人不致被邪灵伤害，并确保他在未来的一年安康。
直到公元4世纪，基督徒都没有庆祝生日，因为他们认为庆祝生日是异教习俗。

## 日期定义
对于生日到底是哪一天，不同的国家和文化传统对此定义并不一样。所以东方人和西方人在解释生日上，往往会产生分歧。这是文化差异带来的显著特征之一。

### 漢字文化圈
傳統上漢字文化圈的生日记录方法跟西方大相逕庭。新的一岁开始于農曆新年，也就是说農曆新年过后，每个人就长了一岁。所以新年「辞旧迎新」的意味裡面还有岁数的一定含义。而一般过生日还是习惯使用农历。所以現代公曆和農曆並用的東亞地區如中國、台灣、朝鮮半島、越南、琉球，每个人可以有农历和公历两个生日。因为农历纪年法是一种经过修订的月历，與月亮的公转周期有关，所以每一年农历生日对应的公历日期皆不相同。一般来说，每个人的19、38、57、76和95岁的生日中，总有几次阳历和农历是和出生那一年相吻合，但并不是每个人的19岁生日都是阳历农历同一天，而是在前後一天，更有可能一生也不會重疊。

### 實歲與虛歲
- 實歲：准确的年龄计算方法，為法律所採纳，以胎兒誕出母體之日起算，出生算0岁，以后每跨一次生日就加一岁。
- 虛歲：不同地方有不同算法，大抵為胎兒誕出母體之日時即算「1歲」，以后每跨一次农历新年（注意不是生日）就加一岁。

### 西方
西方人的生日日期相对来说比较简单。日期就是出生的那一天的公元纪年法的公历日期。若生日正好是2月29日的话，每逢闰年才会有生日。

## 庆祝方式

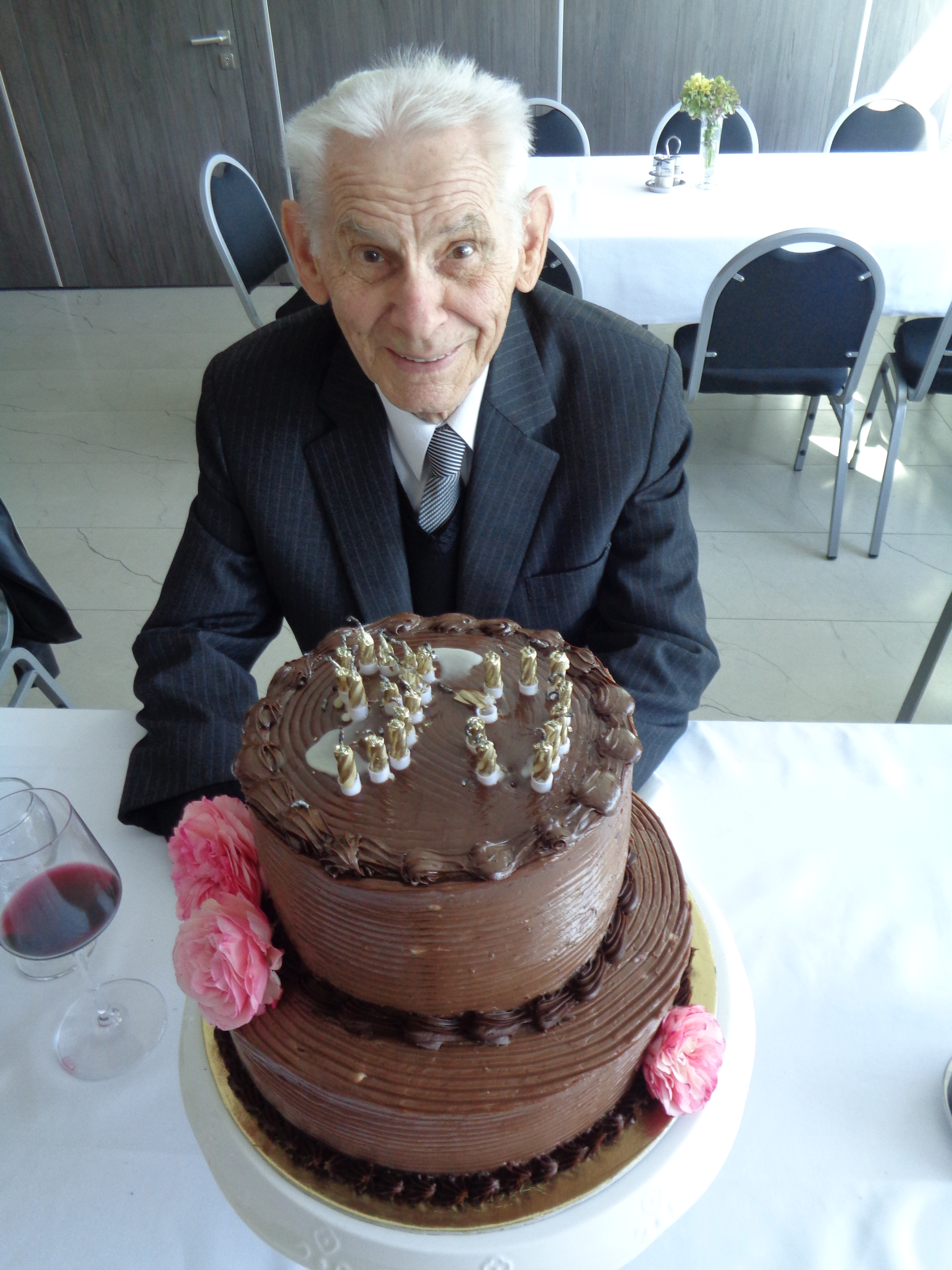
一名老人慶祝90歲的生日

每个人的生日是对个人来说较重要的日子。生日代表着年龄的增长和阅历的增加，人到了80岁以后即算是「高寿」，所以这个岁数去世的人的葬礼也稱為「笑丧」、「喜喪」。
生日对每个人来说都是個特别的日子，所以一般过生日的人都会受到朋友和家人的特别待遇。所以小孩子都对自己的生日十分的期待，甚至希望早点到来，但是成年人（尤其隨著年紀增長）可能就沒那麼期待了，因为又有人来祝贺自己老了一岁。除了聚会之外，还会備有礼物送给过生日的人，一般来说都会得到許多朋友和家人送的礼物。

### 東亞传统
週歲是嬰兒出生後過的第一個生日，傳統上會有特定的慶祝活動，稱為週歲慶，會舉行抓周，並請親朋好友到家中吃頓飯，來家中吃飯的外來長輩或朋友會包紅包給這位小孩，祝福小孩。
老年人喜欢隆重庆祝整十整五或一些特殊意义数字的岁数的生日，称为“做寿”，如五十大寿、六十大寿（還甲）、六六大寿（66岁生日）等等。
在中國南方，幫小朋友過生日時會煮一些白色的雞蛋，然後再將雞蛋染紅給小孩吃。

### 現代常見儀式
在多数英语及西方国家，人们在生日聚会上唱《祝你生日快乐》歌，以祝福过生日的人。一般是在生日派對上有人捧出点燃生日蜡烛的生日蛋糕时大家齐声歌唱（通常要關閉電燈，並保持房间黑暗）。
「生日蛋糕」一般是一种装饰的非常漂亮的蛋糕，而且在端上来的时候上面要插上与寿星年龄一样多的蜡烛。寿星要默默的许个愿望，然后吹灭蜡烛。這是因為古時歐洲人相信煙是能升上天堂的，許願後吹灭蜡烛，就代表願望能隨著煙傳達到天空。而如果是一口气就吹灭了所有的蜡烛，那么愿望就可能实现。如果没有一口气吹灭，则“预示”着，可能接下来一年有什么不顺利的发生。
有种说法认为如果把愿望说出来就不灵了（有時最後一個願望必須說出），也有些人認為這只是一種迷信。寿星一般要切蛋糕的第一刀，除非是太小的幼兒父母才可以代劳。 
如果生日聚会在餐廳举行，通常也会唱生日歌。餐厅的服务生可能还会领唱，接着就会送上餐后甜点（可能是也可能不是蛋糕，可能免费也可能要收费）。这个餐后甜点可能用一些发光的东西代替蜡烛。餐厅的其他顾客一般会加入进来一起祝福，唱歌。在一些餐厅还会有特别的非传统生日歌曲和舞蹈表演。
对于一些特别的生日或是因为蜡烛的数目会有引起火灾的风险，因此特殊的蜡烛可能会取代实际的多个小蜡烛。这些蜡烛做成数字的样子，例如5岁生日可能在蛋糕上点一支数字5形狀的蜡烛，50岁生日点一支数字50形狀的蜡烛就行了。
孩子们的生日聚会通常比较有趣，还會有许多有意思的游戏例如「老鷹捉小雞」、「驢尾巴」、「大風吹」、「敲擊糖果罐」（hitting piñatas）等。成年人的生日聚会就比较正式了，通常是在一家餐厅吃一顿丰盛的晚餐。不管在什么年龄，这些聚会的目的都是让过生日的人感到非常的幸福快乐。有个笑话这样讲，生日有时被叫做一年内最美好的一天，生日后一天则是一年最糟糕的一天，因为到下一次生日还有一年呢！
有个做法叫惊喜聚会。有时人们故意裝作把某个人的生日忘记了，让要过生日的人感到自己被忽视了，而实际上大家都在暗中准备惊喜聚会。相反的，很多人对这个聚会也是守口如瓶，因为大家对这个聚会都很期待。
現代人除過自身人類之生日外，若知道家中寵物出生日期，亦可能為寵物舉行慶生會，特別為寵物準備美食。

## 其他称谓
“生日”一般指生者的出生周年纪念日；对于已去世者的出生周年纪念日，中文一般称生忌，尊稱“冥诞”；“誕辰”一词既可用于生者，也可用于故人。
“生日”是出生的周年纪念日，以出生的月日為準；对于精確的出生當日（年月日）一般称为“出生日期”，而不称呼“生日”。
對神明之生日，則尊稱為「聖誕」、「千秋」、「萬壽」，對佛菩薩稱「佛辰」、「佛誕」。耶穌生日稱「聖誕節」或「耶誕節」。